# Arne Stivell
Arne Ossian Stivell, ursprungligen Svensson, född 3 augusti 1926 i Rättvik, död 23 juni 1997 i Oscars församling, Stockholm, var en svensk filmproducent, regissör, skådespelare och musiker. Han har även varit verksam under namnen Arne Svensson och Arne Ossian, och medverkar i ett par produktioner som Arne Andersson respektive Steve-Kerman.
Stivell ligger begravd i minneslunden på Skogskyrkogården.

## Filmografi, roller
- 1943 – En vår i vapen
- 1953 – Bror min och jag
- 1967 – Drra på - kul grej på väg till Götet
- 1967 – Åsa-Nisse i agentform
- 1970 – Lyckliga skitar
- 1971 – Midsommardansen
- 1972 – Anderssonskans Kalle
- 1973 – Anderssonskans Kalle i busform

## Regi
- 1961 – Avgörandet Floyd - Ingo
- 1965 – För tapperhet i tält
- 1967 – Åsa-Nisse i agentform
- 1968 – Åsa-Nisse och den stora kalabaliken
- 1968 – Pappa varför är du arg - du gjorde likadant själv när du var ung
- 1969 – Med krut i nävarna
- 1971 – Midsommardansen
- 1972 – Anderssonskans Kalle
- 1973 – Anderssonskans Kalle i busform
- 1984 – Mika och renen Ossian (för TV)[3]

## Filmmanus
- 1953 – Åsa-Nisse på semester
- 1956 – Suss gott
- 1966 – Åsa-Nisse i raketform
- 1967 – Åsa-Nisse i agentform
- 1968 – Åsa-Nisse och den stora kalabaliken
- 1969 – Med krut i nävarna
- 1973 – Anderssonskans Kalle i busform

## Producent
- 1965 – Åsa-Nisse slår till
- 1966 – Åsa-Nisse i raketform
- 1967 – Åsa-Nisse i agentform
- 1969 – Åsa-Nisse i rekordform
- 1971 – Midsommardansen
- 1973 – Anderssonskans Kalle i busform

## Filmmusik
- 1965 – För tapperhet i tält
- 1972 – Anderssonskans Kalle
- 1973 – Anderssonskans Kalle i busform